# Fédération béninoise de basket-ball
La Fédération béninoise de basket-ball (FFBB) est une association regroupant les clubs de basket-ball du Bénin et organisant les compétitions nationales et les matchs internationaux de la sélection béninoise. 
Elle est fondée en 1950, et affiliée à l'AFABA depuis 1962.